# Trachea kollari
Trachea kollari là một loài bướm đêm trong họ Noctuidae.